# Bataille de San Martino
Deuxième guerre d'indépendance italienne
Batailles
- Montebello
- Varèse
- San Fermo
- Palestro
- Turbigo
- Magenta
- Melegnano
- Treponti
- Solferino
- San Martino

La bataille de San Martino est un épisode de la Bataille de Solférino. Elle se déroule le 24 juin 1859 à San Martino.

## La bataille
Les Sardes avancent en trois colonnes masquées par de fortes reconnaissances qui se lancent dans des attaques prématurées et mal coordonnées. Les divisions sardes avancent dans l'ordre suivant : à gauche, la 5e division de Cucchiari, au centre la 3e division de Mollard, à droite la 1re division de Durando. Ce dernier atteint le hameau de Madonna della Scoperta vers 5h30, mais le trouve occupé par le Ve corps d'armée de Stadion (de). Les défenseurs poussent l'avant-garde de Durando jusque sur la route de Lunato. Le reste de la division quitte Lunato à 7h00 mais met cinq heures pour effectuer les dix kilomètres le séparant de Madonna della Scopeerta, laissant les granatieri de Durando sans soutien toute la matinée.
Pendant ce temps, l'avant-garde de Cucchiari rencontre l'ennemi à Ponticello à 7h30. Benedek mène quatre de ses six brigades pour repousser les Sardes quatre kilomètres au-delà du plateau qu'il occupe par la suite. Dans ce secteur, les Sardes sont supérieurs en nombre par 25.000 contre 20.000, mais sont incapables d'exploiter leur supériorité numérique au cours de cette journée. Une brigade après l'autre, les Piémontais lancent sans succès des assauts au coup par coup contre les pentes sanglantes de San Martino.
La brigade Cuneo de la 3e division de Mollard prend les éperons de la colline de San Martino à 9h00. Les baïonnettes autrichiennes les refoulent sur la ligne de chemin de fer. Les brigades de Cucchiari renouvellent leur action à 10h00 et capturent la ferme Roccolo à 12h00, mais manquent des réserves pour exploiter leur succès. À 13h00, la brigade Pinerolo de la 3e division arrive à temps pour voir les bataillons de tête de Cucchiari s'effondrer sous le feu de 30 pièces d'artillerie, démasquées contre eux à une portée de 230 mètres du haut de la colline. La 5e division se retire entièrement jusqu'à Rivoltella. Mollard déploie ses deux brigades le long du chemin de fer, et attend des renforts. Benedek ne presse pas son avantage, car il doute de la situation à sa gauche à Solférino.
L'écroulement autrichien à Solférino force Benedek à détacher la brigade Reichlin à Pozzolengo pour couvrir son aile gauche. Dès que le Ve corps d'armée de Stadion quitte Madonna della Scoperta, la brigade Piemonte de La Marmora occupe le hameau, poussant en direction de l'est vers Pozzolengo. Menacé par trois côtés à la fois, Benedek se trouve dans une position dangereuse. Après une courte interruption provoquée par la tempête à 17h00, la brigade Pinerolo se lance en avant et nettoie les fermes entre le chemin de fer et le plateau. Devant San Martino, les Italiens sont à nouveau mis à mal par un feu d'artillerie à bout-portant, provoquant des pertes sévères, notamment les deux commandants de régiment de la brigade Pinerolo. Néanmoins, les survivants se cramponnent à la ferme Montana à mi-chemin de la pente, alors que la 5e division de Cucchiari trouve une position précaire à l'extrême est de l'armée alliée, tournant l'aile droite de Benedek. Au coucher du soleil, cinq brigades sardes, dans leur première attaque combinée de la journée, forcent la voie vers San Martino de tous les côtés. Benedek reçoit l'ordre de se retirer, et cède à contrecœur. Le feu cesse à environ 21h00, Benedek faisant bonne retraite vers Salionze. Les dernières troupes autrichiennes franchissent le Mincio à 3h00 le lendemain.